# 卡洛斯·桑塔納 (棒球員)
卡洛斯·桑塔納（英語：Carlos Santana，1986年4月8日—），綽號「Salmtana」，為美國職棒大聯盟的一壘手、捕手與指定打擊，目前效力於守護者隊。他曾效力過印地安人、費城人、皇家、水手、海盜、釀酒人與雙城等隊。2013年他曾代表多明尼加棒球國家隊拿下經典賽冠軍。

## 職業生涯

### 克里夫蘭印地安人

#### 2010年–2011年
2010年6月11日，桑塔納登上大聯盟。他在初登板就擔任球隊第三棒，是隊史繼1977年的Jim Norris後又有人達成此紀錄。他在6月12日擊出大聯盟首安，然後就在下個打席，桑塔納敲出了大聯盟首轟。
8月2日，桑塔納在比賽中與跑者相撞。當時的跑者Ryan Kalish為了撞開桑塔納手套裡的球，還往桑塔納的左膝滑壘。最後這也導致桑塔納無法起身，還得用擔架抬出場。最後這個傷勢也導致桑塔納的球季提前結束。
2011年4月29日，桑塔納敲出生涯第一支滿貫砲，而且還是一發再見全壘打。
2011年球季，桑塔納的打擊率為2成39，並擊出27轟與79分打點。這年只有四名球員達成單季25轟，35支二壘安打與90次保送。桑塔那就是其中之一，另外三名選手分別是米格爾·卡布瑞拉、普林斯·菲爾德與喬伊·沃托。

#### 2012年
2012年4月10日，桑塔納與印地安人簽下了5年2,100萬美元的延長合約。5月25日，他在比賽中因為被擦棒球擊中頭部造成腦震盪而進入傷兵名單。他在上半年的打擊率為2成21，並敲出5轟與30分打點。

#### 2013年–2016年
2013年球季，桑塔納開始和另一名捕手楊·高姆茲分攤上場時間。由於高姆茲的守備能力較為出色，因此桑塔納多半時間擔任指定打擊。
2014年球季，桑塔納移防三壘。隔年甚至成為一壘手。而他在2014年球季獲得生涯新高的單季113次保送，也成為了美聯保送王。這年他達成了單季至少25轟與至少100次保送的紀錄，成為繼2004年的蘭斯·柏克曼後，第一位達成此紀錄的左右開弓選手。
2016年9月21日，桑塔納擊出生涯第150轟。2016年球季，桑塔納的打擊率為2成59，並擊出34轟與87分打點。2016年美國聯盟冠軍賽，桑塔納在系列賽敲出2支全壘打，幫助印地安人擊敗藍鳥晉級世界大賽。不過最後球隊在3勝1敗時遭到小熊隊三連勝逆轉。

#### 2017年
2016年球季結束後，印地安人從自由市場得來了埃德溫·恩卡納西翁。恩卡納西翁佔據了球隊的指定打擊，因此桑塔納移防一壘。在該年的前84場比賽，桑塔納的打擊率僅2成38，並敲出10支全壘打。8月至9月，印地安人創下了美聯最長的22連勝。在這段連勝期間，桑塔納的打擊率為3成65。他在整個下半季的打擊率為3成13，並敲出13轟。9月10日，桑塔納打回第585分打點。他也超越了奧馬爾·維茲奎爾成為了隊史的左右開弓打點王。這年他的打擊率為2成59，並敲出23轟與79分打點。
這一年的印地安人拿下了美聯最佳的單季102勝，然而他們卻在美聯分區賽遭到洋基隊三連勝逆轉淘汰。不過桑塔納仍然在這年拿下威爾森年度防守獎，並且入選了金手套獎的最終決選名單。

### 費城費城人

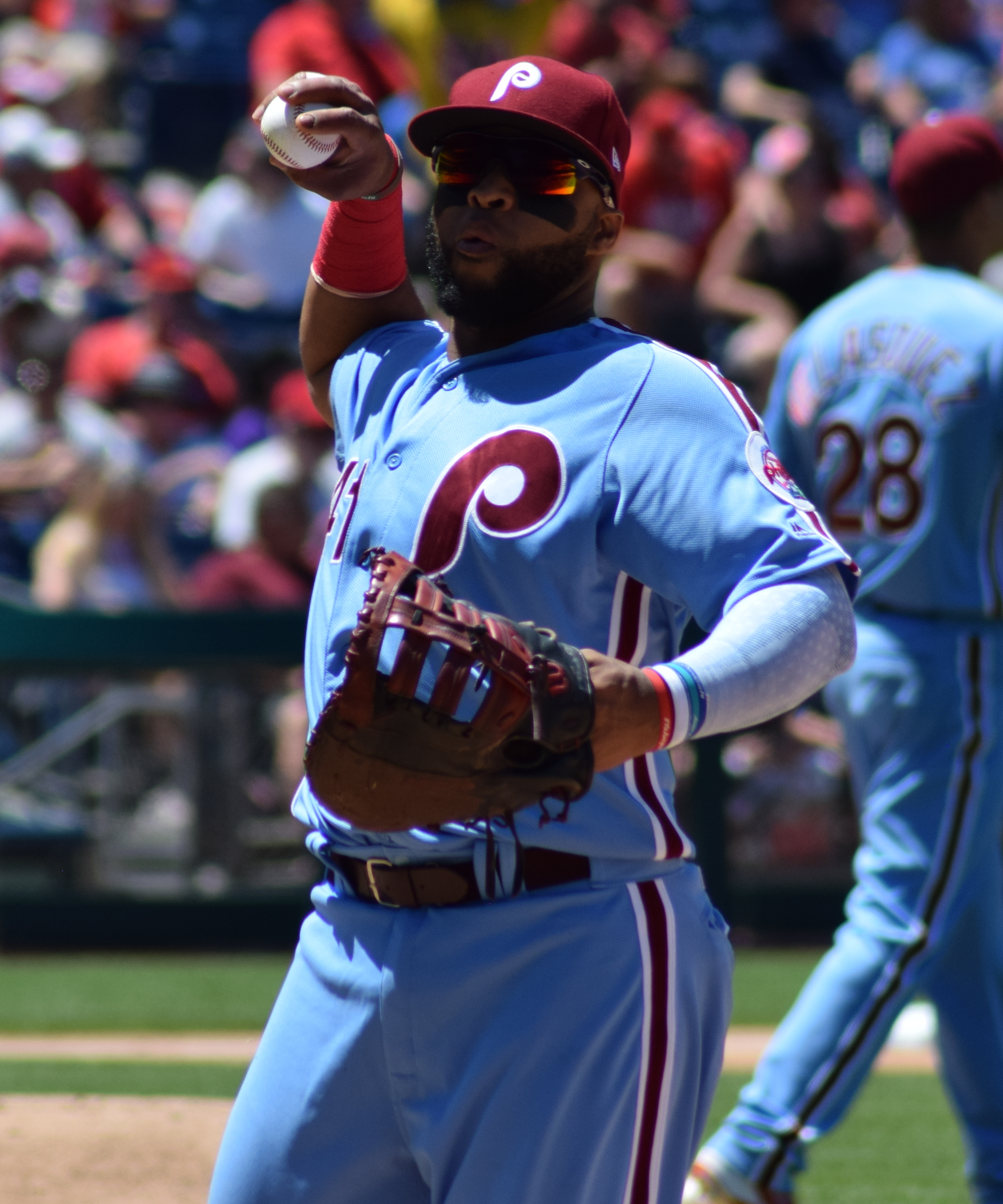
2018年的桑塔納

2017年11月2日，桑塔納成為自由球員。同年12月20日，他與費城人隊簽下3年6,000萬美元的合約，並且在2021年擁有球隊選擇權。
2018年4月7日，桑塔納在比賽中擊出全壘打，達成生涯千安成就。該年球季，他的打擊率為2成29，其中他的BABIP(場內被安打率)更是全大聯盟最低的2成31。他的三振保送比1.18也是大聯盟第二高。而他也在這年敲出24轟與86分打點，並獲得110次保送和82次得分。
2019年3月，ESPN報導指出桑塔納曾在2018年9月時用隊上的球棒砸壞球隊的電視。原因是因為球隊正遇上連敗低潮，而桑塔納卻發現隊友在比賽時仍然在休息室玩要塞英雄。

### 重回克里夫蘭
2018年12月3日，費城人用桑塔納和J·P·克勞佛兩位球員向水手隊交易金恩·塞古拉、Juan Nicasio與James Pazos。10天後，水手、印地安人與光芒進行了三方交易。印地安人得到桑塔納和Jake Bauers，水手得到埃德溫·恩卡納西翁，光芒得到楊迪·迪亞茲和Cole Sulser。
2019年4月28日，桑塔納敲出生涯200轟。他也在這一年首度入選明星賽，並且也參加了這年的全壘打大賽。8月11日，他先是在比賽中敲出致勝滿貫砲，幫助球隊成為美聯中區第一。隔天他又在比賽中敲出了再見全壘打。
2020年，桑塔納的打擊率僅1成99，並敲出8轟與30分打點。不過他獲得了聯盟最多的47次保送。球季結束後，印地安人不執行桑塔納的選擇權，於是他成為了自由球員。

### 堪薩斯市皇家
2020年12月8日，皇家隊以2年1,750萬美元的合約簽下桑塔納。2021年，他繳出2成14的打擊率，並敲出19轟與69分打點。他的WRC+僅有83，在符合打席的打者中排行倒數第7，但在皇家隊內還贏過2位隊友。不過這年他只有受一點腿傷，整季獲得86次保送。
2022年，桑塔納繳出2成16的打擊率，並敲出4轟與21分打點。他也在季中遭到交易。

### 西雅圖水手
2022年6月27日，皇家將桑塔納交易到水手，換來Wyatt Mills和William Fleming。

### 匹茲堡海盜
2022年11月29日，桑塔納與海盜簽下一年合約。他在6月30日敲出一發再見2分砲，這支全壘打甚至飛到球場外的阿勒格尼河裡。

### 密爾瓦基釀酒人
2023年7月27日，海盜將桑塔納交易到釀酒人，換來Jhonny Severino。9月23日，他敲出生涯第300轟。球季結束後，他成為自由球員。

### 明尼蘇達雙城
2024年2月2日，桑塔納與雙城簽下一年525萬美元的合約。

## 國際賽
2013年與2017年，桑塔納都代表多明尼加隊參加世界棒球經典賽。其中2013年，多明尼加更是拿下經典賽冠軍。而他也有代表大聯盟明星隊參加2014年與2018年的美國職棒大聯盟美日明星賽。

## 個人生活
桑塔納與家人現居住於克里夫蘭，就算2018年桑塔納在費城人打球時也沒有搬家。
2019年4月19日，桑塔納歸化成為美國公民。

## 外部連結
- 球員資訊和成績在MLB ，ESPN ，Retrosheet ，Baseball Reference ，Baseball Reference (Minors) ，Fangraphs （英文）
- 卡洛斯·桑塔納的Instagram帳戶
- 卡洛斯·桑塔納在台灣棒球維基館上的頁面（繁體中文）